# Elvis (альбом)
Elvis — второй альбом американского певца Элвиса Пресли. Он был выпущен на лейбле RCA Victor 19 октября 1956 года. Сессии записи состоялись 1, 2 и 3 сентября в студии Radio Recorders в Голливуде, с одним треком, оставшимся от сессий для дебютного альбома Пресли в студии RCA Victor recording studios 30 января в Нью-Йорке. В том году он провел четыре недели на 1-м месте в чарте Billboard 200, что сделало Пресли первым певцом, у которого оба альбома сразу заняли первое место в том же году. В общей сложности он провел бы 5 недель на первом месте. 17 февраля 1960 года он был сертифицирован Американской ассоциацией звукозаписывающих компаний как золотой, а 10 августа 2011 года — как платиновый. Первоначально он был выпущен в Великобритании в 1957 году под названием Elvis Presley No. 2 с другой обложкой. Он также был занесен в каталог как Rock 'n' Roll No. 2. Оригинальный релиз в США положил начало практике (применявшейся непоследовательно в течение первых нескольких лет, но обычно впоследствии) упоминания Пресли только по имени на обложках альбомов, хотя его полное имя продолжало использоваться на лейблах.
Грампластинка вышла в монофоническом звучании и была, согласно практике того времени, продублирована тремя мини-альбомами, содержащими по четыре песни: «Elvis» (Volume 1, 2; 1956) и «Strictly Elvis» (1957). Поздние версии альбома на компакт-дисках (издания 1999, 2005 гг.) включают дополнительно песни с разных синглов, записанных примерно в то же время, что и альбом.

## История
| Оценки критиков               | Оценки критиков |
| Источник                      | Оценка          |
| ----------------------------- | --------------- |
| AllMusic                      | [ 3 ]           |
| Encyclopedia of Popular Music | [ 4 ]           |
| MusicHound                    | [ 5 ]           |
| The Rolling Stone Album Guide | [ 6 ]           |
| Rough Guides                  | [ 7 ]           |

Продюсер RCA Victor Стив Шоулз заказал две новые песни для этой серии сессий: «Paralyzed» Отиса Блэквелла и «Love Me» Джерри Лейбера и Майка Столлера, авторов летнего хита Пресли 1956 года «Hound Dog», первой записи, возглавившей все три сингла Billboard существовавшие тогда чарты: Pop, R&B и C&W. Пресли выбрал три кавера на Литтл Ричарда и выбрал три новые кантри-баллады от постоянного автора Everly Brothers Будло Брайанта и гитариста Чета Аткинса, штатного музыканта Sun и инженеров Стэна Кеслера, Аарона Шредера и Бена Вайсмана. Последние два, заключившие контракт с Hill and Range, издательской компанией менеджера Пресли, полковника Тома Паркера, напишут десятки песен для Пресли в течение 1960-х годов. Также была включена песня, с которой Пресли получил второй приз на ярмарке в Тьюпело, когда ему было десять лет, кантри-песня Рэда Фоули 1941 года «Old Shep».
Поскольку все треки на альбоме, кроме одного, были записаны за один набор сессий в течение трех дней в сентябре, Пресли и его гастролирующая группа в составе Скотти Мура, Билла Блэка и Ди Джея Фонтаны вместе с The Jordanaires сумели воссоздать раскованную атмосферу студийных дней Sun, смешав ритм-энд-блюз и кантри, элементы западного репертуара, как это было на всех его синглах Sun. Они усилили этот эффект, включив материал, перекликающийся с его самой первой пластинкой Sun «That's All Right (Mama)» и песню, записанную Биллом Монро, «When My Blue Moon Turns to Gold Again». На сеансах присутствовали несколько посторонних, а именно его тогдашняя подруга, актриса Натали Вуд и актер Ник Адамс, оба из которых снялись в «Бунтаре без причины», любимом фильме Пресли о Джеймсе Дине. Стив Шоулз был представителем RCA на сессии и занимался бумажной работой и тому подобным, но Элвис сам выбирал песни и вел сессию.
Пианист на этом альбоме не зарегистрирован в официальных архивах RCA Victor, за исключением песни «So Glad You're Mine», которая была вырезана на предыдущей сессии в Нью-Йорке. В интервью 1984 года, проведенном Яном-Эриком Кьесетом, Гордон Стокер из The Jordanaires заявил, что он был пианистом в большинстве песен альбома. В статье, написанной Кьесет для журнала Flaming Star, утверждалось, что пианистом в песнях «Love Me», «Old Shep» и «How's the World Treating You» был сам Элвис. Эрнст Йоргенсен, автор книги «Элвис Пресли - Исследование музыки», похоже, придерживается того же мнения. Кьесет также утверждает, что Элвис играл на пианино в сингле с этой сессии «Playing for Keeps». Опять же, Йоргенсен, похоже, придерживается того же мнения. Гордон Стокер играл на пианино в песнях «Rip it Up» и «Anyplace is Paradise».

## Обложка

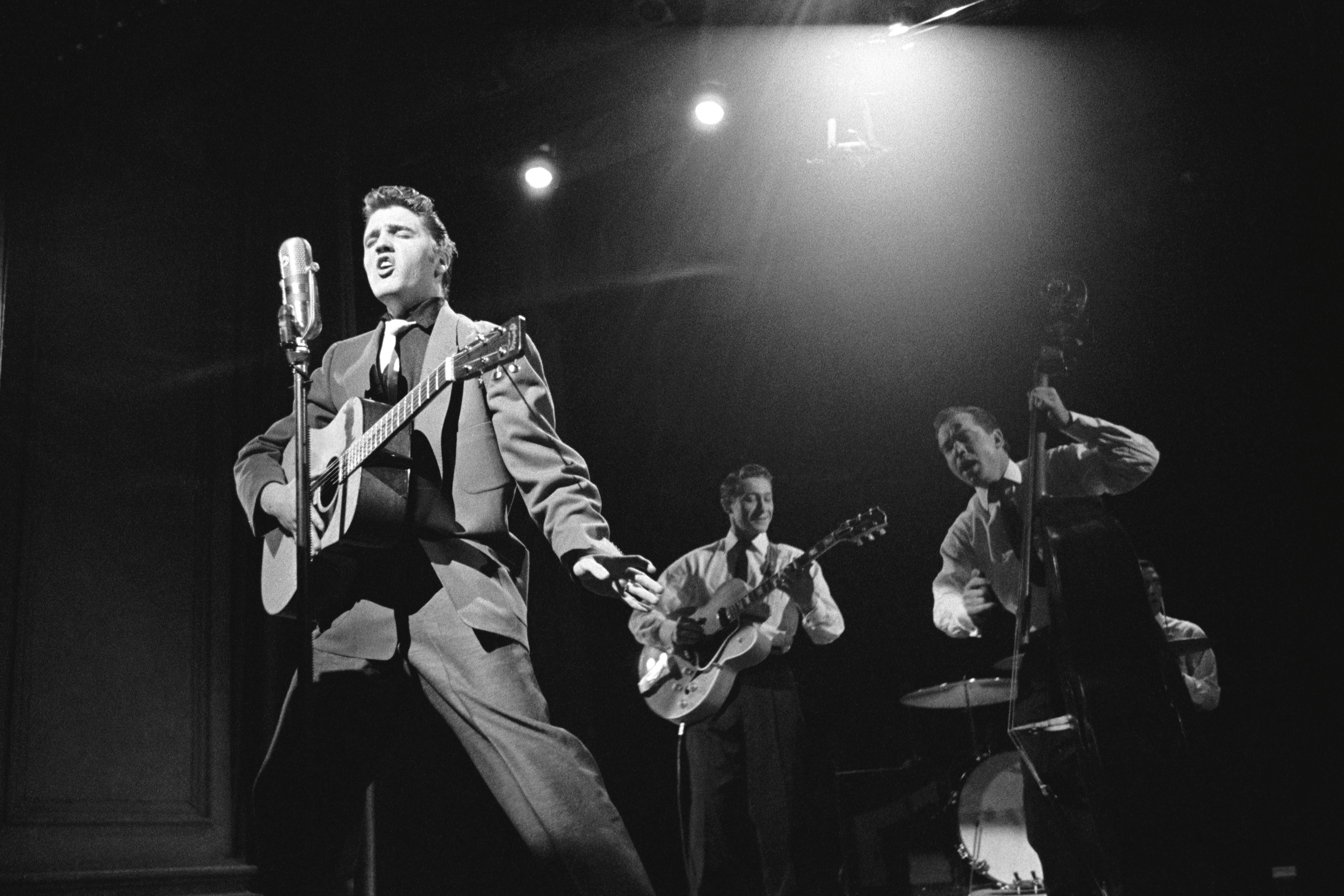
Слева направо: Элвис Пресли, Скотти Мур и Билл Блэк. Сентябрь 1956 года

На лицевой стороне обложки альбома помещена фотография, сделанная в Голливуде в августе 1956 года.

## Список композиций

### Оригинальный выпуск
| №  | Название                                | Автор(ы)                                   | Recording date    | Длительность |
| -- | --------------------------------------- | ------------------------------------------ | ----------------- | ------------ |
| 1. | «Rip It Up»                             | Robert Blackwell John Marascalco           | September 3, 1956 | 1:50         |
| 2. | «Love Me»                               | Jerry Leiber Mike Stoller                  | September 1, 1956 | 2:41         |
| 3. | «When My Blue Moon Turns to Gold Again» | Gene Sullivan Wiley Walker                 | September 2, 1956 | 2:18         |
| 4. | «Long Tall Sally»                       | Blackwell Enotris Johnson Richard Penniman | September 2, 1956 | 1:51         |
| 5. | «First in Line»                         | Aaron Schroeder Ben Weisman                | September 3, 1956 | 3:21         |
| 6. | «Paralyzed»                             | Otis Blackwell Elvis Presley               | September 2, 1956 | 2:18         |

| №  | Название                       | Автор(ы)                     | Recording date    | Длительность |
| -- | ------------------------------ | ---------------------------- | ----------------- | ------------ |
| 1. | «So Glad You're Mine»          | Arthur Crudup                | January 30, 1956  | 2:18         |
| 2. | «Old Shep»                     | Red Foley                    | September 2, 1956 | 4:10         |
| 3. | «Ready Teddy»                  | Blackwell Marascalco         | September 3, 1956 | 1:55         |
| 4. | «Anyplace Is Paradise»         | Joe Thomas                   | September 2, 1956 | 2:26         |
| 5. | «How's the World Treating You» | Chet Atkins Boudleaux Bryant | September 1, 1956 | 2:23         |
| 6. | «How Do You Think I Feel»      | Webb Pierce Wayne Walker     | September 1, 1956 | 2:10         |

### Выпуск 1999 года
| №   | Название                                                                                 | Автор(ы)                      | Recording date    | Длительность |
| --- | ---------------------------------------------------------------------------------------- | ----------------------------- | ----------------- | ------------ |
| 1.  | «Hound Dog» (released July 13, 1956, 47-6604b, #1)                                       | Leiber Stoller                | July 2, 1956      | 2:16         |
| 2.  | «Don't Be Cruel» (released July 13, 1956, 47-6604a, #1)                                  | Blackwell Presley             | July 2, 1956      | 2:02         |
| 3.  | «Anyway You Want Me (That's How I Will Be)» (released September 28, 1956, 47-6643b, #20) | Cliff Owens Schroeder         | July 2, 1956      | 2:13         |
| 4.  | «Rip It Up»                                                                              | Blackwell Marascalco          | September 3, 1956 | 1:50         |
| 5.  | «Love Me» (#2)                                                                           | Leiber Stoller                | September 1, 1956 | 2:41         |
| 6.  | «When My Blue Moon Turns to Gold Again» (#19)                                            | Sullivan Walker               | September 2, 1956 | 2:18         |
| 7.  | «Long Tall Sally»                                                                        | Blackwell Johnson Penniman    | September 2, 1956 | 1:51         |
| 8.  | «First in Line»                                                                          | Schroeder Weisman             | September 3, 1956 | 3:21         |
| 9.  | «Paralyzed» (#59)                                                                        | Blackwell Presley             | September 2, 1956 | 2:18         |
| 10. | «So Glad You're Mine»                                                                    | Crudup                        | January 30, 1956  | 2:18         |
| 11. | «Old Shep» (#47)                                                                         | Foley                         | September 2, 1956 | 4:10         |
| 12. | «Ready Teddy»                                                                            | Blackwell Marascalco          | September 3, 1956 | 1:55         |
| 13. | «Anyplace Is Paradise»                                                                   | Thomas                        | September 2, 1956 | 2:26         |
| 14. | «How's the World Treating You?»                                                          | Atkins Bryant                 | September 1, 1956 | 2:23         |
| 15. | «How Do You Think I Feel»                                                                | Pierce Walker                 | September 1, 1956 | 2:10         |
| 16. | «Too Much» (released January 4, 1957, 47-6800a, #2)                                      | Lee Rosenberg Bernard Weinman | September 2, 1956 | 2:31         |
| 17. | «Playing for Keeps» (released January 4, 1957, 47-6800b, #21)                            | Stan Kesler                   | September 1, 1956 | 2:50         |
| 18. | «Love Me Tender» (released September 28, 1956, 47-6643a, #1)                             | Vera Matson Presley           | August 24, 1956   | 2:41         |

## Участники записи
1. Элвис Пресли — вокал, ритм-гитара, пианино
2. The Jordanaires — подпевки
3. Скотти Мур — лидер-гитара
4. Билл Блэк — контрабас

## Чарты
| Чарт(1956)                       | Высшая позиция |
| -------------------------------- | -------------- |
| Великобритания (UK Albums Chart) | 3              |
| США (Billboard 200)              | 1              |

## Сертификации
| Регион                                                      | Сертификация | Продажи    |
| ----------------------------------------------------------- | ------------ | ---------- |
| США (RIAA)                                                  | Платиновый   | 1 000 000^ |
| ^ Данные о тиражах приведены только на основе сертификации. |              |            |